# Piening-Route

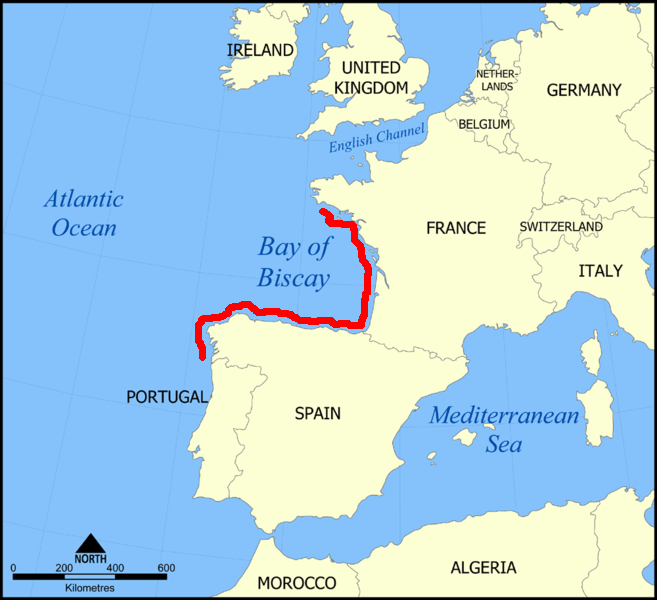
Die Piening-Route

Die nach dem deutschen U-Boot-Kommandanten Adolf Cornelius Piening benannte Piening-Route war ein Seeweg, der im Zweiten Weltkrieg seit 1943 von deutschen U-Booten genutzt wurde.
Die Piening-Route diente dazu, den Booten die sichere Fahrt von der spanischen Atlantik- entlang der französischen Westküste zurück zu den U-Boot-Basen in St. Nazaire und Lorient zu ermöglichen. Boote, die beispielsweise von Kämpfen aus dem Atlantik zurückkehrten, konnten so den alliierten Luftstreitkräften über der Biskaya ausweichen, da die feindlichen Flugzeuge so an die Grenze ihrer Reichweite stießen und über Land dem deutschen Flakfeuer ausgesetzt waren. Obwohl die Strecke wesentlich länger als der direkte Weg war, stellte sie in ihrer kurzen Lebensdauer einen sehr sicheren Weg für die Boote dar. Die Alliierten schickten in der Folge Jagdgeschwader aus (bestehend unter anderem aus Geleitträgern und Zerstörern), um die U-Boote abzufangen und zu bekämpfen; so wurde beispielsweise U 119 auf der Piening-Route versenkt. Ebenso bedrängten sie das neutrale Spanien, die deutschen Boote aus seinen Hoheitsgewässern zu vertreiben, um die Nutzung der Route zu stören.